# Мааткара
Мааткара — также тронное имя женщины-фараона XVIII династии Хатшепсут.
Мааткара Мутемхат — древнеегипетская принцесса, Супруга бога Амона во время XXI династии, дочь Пинеджема I.

## Биография
Мааткара Мутемхат была дочерью Пинеджема I — фактического правителя Верхнего Египта с 1070 года до н. э., который провозгласил себя фараоном в 1054 году до н. э. Её матерью была царевна Дуатхатхор-Хенуттави — дочь последнего фараона XX династии Рамсеса XI. Мааткара носила титулы «Божественная поклоняющаяся» и «Супруга бога Амона» в период правления её отца. Она стала первой Божественной супругой, взявшей преномен, доступный лишь фараонам.
Её братья и сёстры также занимали высокие посты: её брат стал фараоном, сестра — царицей, а три других брата последовательно носили титул «Верховный жрец Амона».
Известны несколько её изображений:
- она рядом с сестрой Хенуттави B и Мутнеджмет[англ.] изображена девочкой в Луксорском храме;
- жрицей на фасаде храма Хонсу в Карнаке;
- на статуе, хранящейся в Марселе.

## Гробница
Место её настоящего захоронения неизвестно. Её мумия (наряду с мумиями её родственников), ушебти и саркофаг обнаружена в царском тайнике DB320. Мумия ребёнка, считавшегося прежде её дочерью, после исследований оказалась принадлежащей обезьяне (Божественные дочери соблюдали целибат).

### Обнаружение мумий
Основная статья: Древнеегипетский погребальный комплекс в Дейр эль-Бахри
Гробница обнаружена в 1871 году братьями Ахмедом, Сулейманом, и Мухаммедом Абд аль-Рассулами, которые скрыли открытие гробницы, для того чтобы беспрепятственно распродавать найденные находки. Наконец, их действия привлекли внимание Гастона Масперо, который был тогда директором Египетского музея в Каире и председателем Верховного совета по древностям.
Масперо совершил поездку в конце мая 1881 года в Верхний Египет, чтобы расследовать это дело. Тем не менее, только 25 июня 1881 года один из братьев признался в обнаружении гробницы и 6 июля к гробнице привёл сотрудников музея, во главе с Эмилем Бругшем[кто?], помощником Масперо.